# Use Your Illusion I
A Use Your Illusion I a Guns N’ Roses nevű amerikai hard rock zenekar harmadik stúdióalbuma. A lemezt a Use Your Illusion Turné alatt adták ki, a Use Your Illusion II albummal együtt, amely az első rész folytatása volt, gyakran dupla albumként emlegetik a két alkotást. Az album a 2. helyen debütált a Billboard listán, az első héten 685 000 darabot adtak el belőle, így a Use Your Illusion II mögé került, amiből 770 000 darabot vettek meg az első héten. Mind a két Use Your Illusion album hétszeres platina-minősítést ért el az RIAA szerint.

## Háttér
A Use Your Illusion albumok fordulópontot jelentettek a Guns N’ Roses hangzásában. Bár nem hagyták el az Appetite for Destruction hard rock műfaját, az Use Your Illusion I vonultatott fel először blues, klasszikus és country elemeket. Egyik példája ennek, hogy Axl Rose énekes több dalban is zongorán játszik. Az Use Your Illusion Turné alatt a zene és a zenekar mozgása is sokkal teátrálisabbá vált, a progresszív rock keretein belül. Ezt a tényt erősíti a sok videóklip, amelyet ezekről az albumokról csináltak. A Use Your Illusion I tartalmazza a "Don't Cry" és a "November Rain" című dalokat, amelyre a rajongók gyakran mondják, hogy egy trilógia részét képezik. A trilógia harmadik része az "Estranged", a Use Your Illusion II albumról.
Sok dal még a banda első napjaiban íródott, de az Appetite for Destruction lemezre nem került fel, csak a híres 'Rumbo Tapes' bootlegen volt megtalálható, amely még a korai demo-változatokat tartalmazta. A "Back Off Bitch", a "Bad Obsession", a "Don't Cry" (Rose a turnén elmondta, hogy ez volt az első dal, amit közösen írtak), a "November Rain" és a "The Garden" is idetartozik. Ezenkívül a "Live and Let Die" című dal feldolgozása is.
A változatos stílusok mellett az Use Your Illusion I másik szembetűnő tulajdonsága, a dalok hosszúsága. A "November Rain" című epikus ballada majdnem 9 perces, a "Coma" pedig több mint 10 perc hosszú. Az albumokon található dalok némelyikében a banda többi tagja is énekel (bár már az Appetite for Destruction és a G N’ R Lies dalaiban is duetteztek a többi tagok): a "Dust N' Bones", "You Ain't The First" és a "Double Talkin' Jive" dalokban a banda ritmusgitárosa Izzy Stradlin énekel (a Use Your Illusion II-n, Stradlin énekli a "14 Years" dalt, a basszusgitáros Duff McKagan pedig a "So Fine"-t).
A bandának kisebb nehézsége akadt mindkét album végső hangjainak keverésénél. Egy 1991-es Rolling Stone magazinban megjelent címlapsztori szerint 21 dal keverésének elkészítése után a banda elbocsátotta Bob Clearmountain producert, helyére Bill Price került, aki korábban olyan együttesekkel dolgozott együtt, mint a Sex Pistols.
Slash elmondta, hogy a dalok legnagyobb részét akusztikusan írta néhány éjszaka alatt a házában, több hónapos szünet után.

## Borító

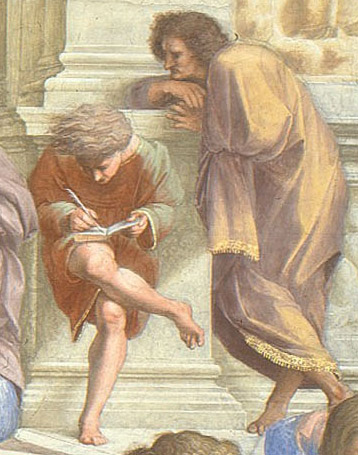
Raffaello, Athéni iskola (részlet)

Mindkét Use Your Illusion album borítóján Raffaello "Athéni iskola" című festményének (jobban mondva annak egy részlete) pop-artos módosítása található. A kihangsúlyozott figurát (ellentétben a többi festményen szereplővel) nem azonosították semmilyen különleges filozófussal.
Az egyetlen különbség a Use Your Illusion I és II borítója között a színösszeállítás. A Use Your Illusion I piros és sárga színekben pompázik és dühösebb, keményebb hangzás képvisel; A Use Your Illusion II borítója kék és bíbor színeket alkalmaz és könnyebb, sokkal blues-osabb a hangzása.
Mindkét borító az észt-amerikai festő Mark Kostabi munkája.

## Információ a dalokról

### Right Next Door to Hell
Eredetileg Timo Caltia (igazi neve Timo Kaltio) írta a dalt, aki finn gitáros, dalszerző és gitár-technikus volt, egyszer még a Hanoi Rocks együttessel is dolgozott. Egyszer Izzy Stradlin ment hozzá látogatóba, Caltia pedig eljátszotta a riffet. Megpróbált írni egy szöveget, amibe bele akarta illeszteni a "living next door to hell" szavakat, mivel akkoriban egy bosszantó szomszéd állandóan zaklatta. Később Stradlin engedélyt kért, hogy felhasználhassa a riffet egy új dalában. Végül a jogdíjak hozzásegítették Caltia-t, hogy új házat vegyen magának Londonban.

### Dust N' Bones
A második dal az Use Your Illusion I-ról, a dalt Slash, Stradlin és McKagan írta. Ez az első olyan dal az albumon, amiben végig Stradlin énekel, és itt szerepel először zongorán Dizzy Reed.

### You Ain't the First
A "You Ain't the First" a hatodik dal az albumról. Az album legtöbb dalától eltérően ebben nincsenek elektromos gitárok – helyette akusztikus gitárokon játszanak, hasonlóan mint a G N’ R Lies album második oldalán, valamint folk-rock hatást adtak a dalnak, tambourine segítségével (a dalban ezt Tim Doyle játszotta). A dalt végig Izzy Stradlin énekli.

### Bad Obsession
A "Bad Obsession" a hetedik dal az albumról. A dal a drogozásról és a függőségről szól, amik azóta kísértették az együttest, mióta híressé váltak. Michael Monroe a Hanoi Rocks énekese közreműködik a dalban, harmonikán és tenorszaxofonon játszik 5 perc 28 másodpercen keresztül.

### Back Off Bitch
Az Use Your Illusion I nyolcadik dala. A dalt még az 1987-es debütáló albumuk, az Appetite for Destruction megjelenése előtt írták. A szöveg nem segítette a banda imázsát, ezért nem került fel a lemezre. A Guns N' Roses több fellépésén is játszotta ezt a dalt, még az Appetite for Destruction megjelenése előtt. A kevés Guns N' Roses dal közül ez volt az egyik, amelyben Izzy Stradlin egy hosszabb gitárszólót játszik. Az albumverziót ez a szóló nyitja. A szóló sokkal összetettebb, mint a korábbi élő verzió.

### Double Talkin' Jive
Ez a kilencedik dal a lemezről, Izzy Stradlin írta és ő is énekel benne. A dal végén hallható egy rövid akusztikus gitárszóló. Az együttes többször előadta élőben is, az eredeti több mint három perces hosszúságát a koncerteken nyolc percre hosszabbították.

### The Garden
A dalon még az Appetite for Destruction megjelenése előtt dolgozni kezdtek, de a lemezre végül nem került fel. A sokk rock úttörője Alice Cooper vendégszerepel a dalban, a Blind Melon együttes korábbi énekesével Shannon Hoon-nal. New Yorkban forgattak klipet a dalhoz, de a videóban szereplő sztriptízbárok miatt az MTV csak kevésszer vetítette.

### Garden of Eden
A "Garden of Eden" a tizenkettedik dal a Use Your Illusion I albumról. Slash elmondta, hogy a dalt még Chicago-ban írták, mikor a banda hosszabb ideig ott tartózkodott.
A dalból készült videóklipben csak egy beállást használnak, a kamera Rose fejére fókuszál, miközben a banda a háttérben játszik, Dizzy Reed billentyűs és Teddy Andreadis (aki harmonikán játszott az Use Your Illusion Turnén) pedig a háttérben táncol.
A klipnek két verziója van, mindkettőt 1992-ben készítették. Annyi a különbség, hogy az egyikben csíkokra vágott papír-konfettit szórnak rájuk végig a klip alatt. A confetti nélküli változat került fel a Guns N' Roses videóklipjeit tartalmazó DVD-re, a Welcome to the Videos-ra.

### Don't Damn Me
A "Don't Damn Me" a tizenharmadik dal a lemezről. Ez az egyetlen olyan szerzemény az Use Your Illusion I lemezről, amit sohasem adtak elő élőben.

### Bad Apples
A "Bad Apples" a tizennegyedik dal a lemezen. Slash a dalt még Chicagóban írta, az együttes válságperiódusában.

### Dead Horse
A "Dead Horse" a tizenötödik dal a lemezről. A kompozíció egy akusztikus gitárriffel indul, amit Axl Rose írt. Az elektromos gitárok egy nehezebb részben kapnak helyet és végig szerepelnek a dalban. Aztán végül egy audio-effektel ér véget.
Bár a dalt nem adták ki kislemezen, 1993-ban készítettek hozzá egy videóklipet, amit Louis Marciano rendezett. Később a klip felkerült a Welcome to the Videos DVD-re.

### Coma
Ez a tizenhatodik és egyben utolsó dal a lemezről. A dalt Axl Rose és Slash írta. Ez az együttes leghosszabb dala, 10:13 perces, refrének nélkül. Csupán négyszer adták elő élőben, mivel hosszúsága gondot jelentett Rose-nak, mivel nehezen tudta elénekelni.

## Az album dalai
|     | Cím                                           | Szerző(k)                            | Hossz |
| --- | --------------------------------------------- | ------------------------------------ | ----- |
| 1.  | Right Next Door to Hell                       | Axl Rose, Izzy Stradlin, Timo Caltia | 3:02  |
| 2.  | Dust N' Bones                                 | Slash, Stradlin, Duff McKagan        | 4:58  |
| 3.  | Live and Let Die (Paul McCartney feldolgozás) | Paul McCartney, Linda McCartney      | 3:04  |
| 4.  | Don't Cry (original)                          | Rose, Stradlin                       | 4:45  |
| 5.  | Perfect Crime                                 | Rose, Slash, Stradlin                | 2:24  |
| 6.  | You Ain't the First                           | Stradlin                             | 2:36  |
| 7.  | Bad Obsession                                 | Stradlin, West Arkeen                | 5:28  |
| 8.  | Back Off Bitch                                | Rose, Paul Tobias                    | 5:04  |
| 9.  | Double Talkin' Jive                           | Stradlin                             | 3:24  |
| 10. | November Rain                                 | Rose                                 | 8:57  |
| 11. | The Garden                                    | Rose, Arkeen, Del James              | 5:22  |
| 12. | Garden of Eden                                | Rose, Slash                          | 2:42  |
| 13. | Don't Damn Me                                 | Rose, Slash, Dave Lank               | 5:19  |
| 14. | Bad Apples                                    | Rose, Slash, Stradlin, McKagan       | 4:28  |
| 15. | Dead Horse                                    | Rose                                 | 4:18  |
| 16. | Coma                                          | Rose, Slash                          | 10:13 |

## Közreműködők
Guns N' Roses
- Axl Rose – ének és háttérvokál, zongora, szintetizátor, akusztikus gitár, ütőhangszerek
- Slash – szólógitár, ritmusgitár, akusztikus gitár, 6 húros basszusgitár, "music box"
- Izzy Stradlin – ritmusgitár, szólógitár, akusztikus gitár, ének és háttérvokál, ütőhangszerek
- Duff McKagan – basszusgitár, háttérvokál
- Matt Sorum – dob, ütőhangszerek, háttévokál
- Dizzy Reed – billentyű, zongora, szintetizátor

Kísérő zenészek
| - Shannon Hoon – háttévokál a 3., 10. és 11.; ének a 4. és 6.; kórus a 10. dalban - Johann Langlie – szintetizátor programozás a 3., 10., 12.; hangeffektusok a 16. dalban - Michael Monroe – harmonika és szaxofon a 7. dalban | - Reba Shaw – háttérvokál a 10. dalban - Stuart Bailey – háttérvokál a 10. dalban - Jon Thautwein – duda a 3. dalban - Matthew McKagan – duda a 3. dalban - Rachel West – duda a 3. dalban | - Robert Clark – duda a 3. dalban - Tim Doyle – tambourine a 6. dalban - Alice Cooper – ének a 11. dalban - West Arkeen – akusztikus gitár a 11. dalban - Bruce Foster – hangeffektus a 16. dalban |

Egyéb közreműködők
| - Mike Clink – producer, hangmérnök, diótörő a 15. dalban - Jim Mitchell – kiegészítő mérnök - Bill Price – keverés - George Marino – mastering - Kevin Reagan – művészeti rendező, grafikus design - Mark Kostabi – borító/artwork - Robert John – fényképek | - Allen Abrahamson – mérnök asszisztens - Buzz Burrowes – mérnök asszisztens - Chris Puram – mérnök asszisztens - Craig Portelis – mérnök asszisztens - Ed Goodreau – mérnök asszisztens - Jason Roberts – mérnök asszisztens - John Aguto – mérnök asszisztens | - L. Stu Young – mérnök asszisztens - Leon Ganado – mérnök asszisztens - Mike Douglass – mérnök asszisztens - Talley Sherwood – mérnök asszisztens |